# Pape Diong
Pape Daouda Diong, né le 15 juin 2006 à Dakar au Sénégal, est un footballeur international sénégalais. Il joue au poste de milieu de terrain à l’USL Dunkerque en prêt du RC Strasbourg.

## Biographie

### Origines et débuts
Pape Daouda Diong naît le 15 juin 2006 à Dakar où il grandit dans le quartier de Ngor. Il commence au club de l'AF Darou Salam chez les cadets, le club joue en D3 sénégalaise. Dès son jeune âge, il est invité à jouer avec l’équipe première en quatrième division avec laquelle il est promu.
Ensuite, il est repéré par le club londonien de Chelsea où il est mis à l'essai mais c’est au club du RC Strasbourg qu'il signe pour 5 ans.

### Carrière sportive
En 2023, il est convoqué pour la première fois avec l’équipe du Sénégal U17 lors de la Coupe d'Afrique des Nations (CAN) des U17 où il est remplaçant.
Il est appelé de nouveau avec la sélection U20, pour disputer les Jeux de la Francophonie 2023. Il inscrit un but face au Liban pendant ce tournoi où son équipe est éliminée en phase de groupe. Par la suite, il rejoint l’équipe du Sénégal. En 2024, il est de nouveau appelé avec l’équipe du Sénégal en renfort de Lamine Camara.
Pape Daouda Diong est convoqué pour disputer la Coupe d'Afrique des nations de football des moins de 20 ans 2025.

## Statistiques
| Saison                | Club                  | Championnat           | Championnat | Championnat | Championnat | Coupe(s) nationale(s) | Coupe(s) nationale(s) | Coupe(s) nationale(s) | Compétition(s) continentale(s) | Compétition(s) continentale(s) | Compétition(s) continentale(s) | Compétition(s) continentale(s) | Total | Total | Total |
| Saison                | Club                  | Division              | M.          | B.          | P.d.        | M.                    | B.                    | P.d.                  | Comp.                          | M.                             | B.                             | P.d.                           | M.    | B.    | P.d.  |
| 2024-2025             | RC Strasbourg         | Ligue 1               | 9           | 1           | 0           | 2                     | 0                     | 0                     | -                              | -                              | -                              | -                              | 11    | 1     | 0     |
| 2025-2026             | USL Dunkerque (prêt)  | Ligue 2               | 0           | 0           | 0           | 0                     | 0                     | 0                     | -                              | -                              | -                              | -                              | 0     | 0     | 0     |
| Total sur la carrière | Total sur la carrière | Total sur la carrière | 9           | 1           | 0           | 2                     | 0                     | 0                     | -                              | -                              | -                              | -                              | 11    | 1     | 0     |

### En sélection nationale
| Saison                | Sélection             | Phases finales        | Phases finales | Phases finales | Éliminatoires | Éliminatoires | Matchs amicaux | Matchs amicaux | Total | Total |
| Saison                | Sélection             | Compétition           | M              | B              | M             | B             | M              | B              | M     | B     |
| --------------------- | --------------------- | --------------------- | -------------- | -------------- | ------------- | ------------- | -------------- | -------------- | ----- | ----- |
| 2023-2024             | Sénégal               | -                     | -              | -              | 1             | 0             | -              | -              | 1     | 0     |
| Total sur la carrière | Total sur la carrière | Total sur la carrière | -              | -              | 1             | 0             | -              | -              | 1     | 0     |